# Konjaku hyakki shūi
Konjaku hyakki shūi (今昔百鬼拾遺? lett. "Supplemento ai cento demoni del presente e del passato") è il terzo libro della serie Gazu hyakki yagyō, pubblicato nel 1776. L'album è un bestiario soprannaturale, contenente fantasmi, spiriti, apparizioni e mostri che provengono soprattutto dalla letteratura, dal folclore e da altre arti giapponesi. Queste immagini hanno esercitato una profonda influenza sull'immaginario successivo degli yōkai in Giappone. 

## Lista di creature
I tre volumi sono intitolati Nuvola (雲?, Kumo), Nebbia (霧?, Kiri) e Pioggia (雨?, Ame).

### Primo volume –Nuvola

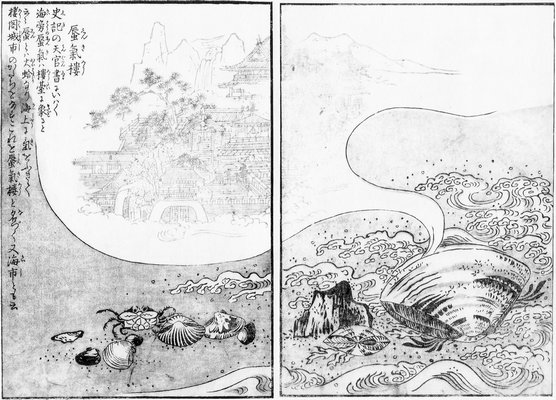
Shinkirō (蜃気楼? miraggio) è una vongola che è cresciuta a dismisura a tal punto che esce dalla superficie del mare. Il suo respiro produce miraggi di città lontane[1].
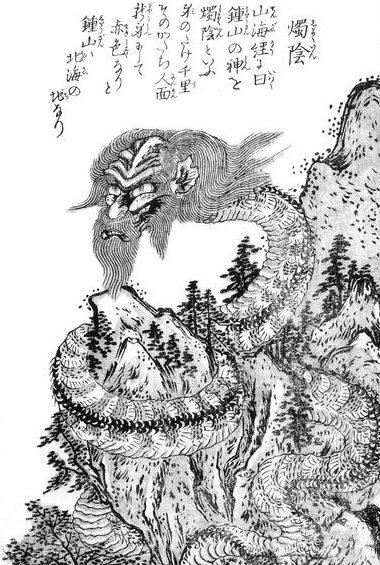
Shokuin (燭陰?) è lo spirito della Montagna Viola della Cina. Appare sotto forma di un drago rosso col viso umano.
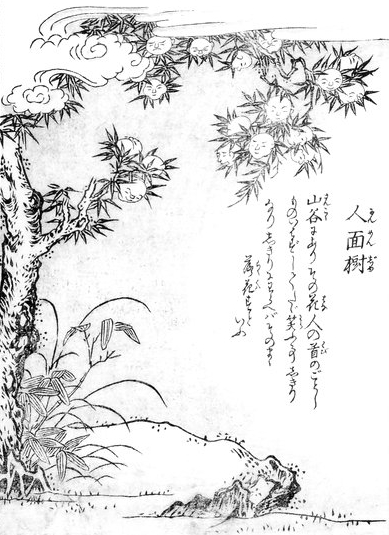
Ninmenju (人面樹? albero dal viso umano) è un albero che cresce nelle cavità delle montagne remote, con dei fiori che assomigliano a dei volti umani. Queste facce sorridono sempre, anche quando i rami cadono.
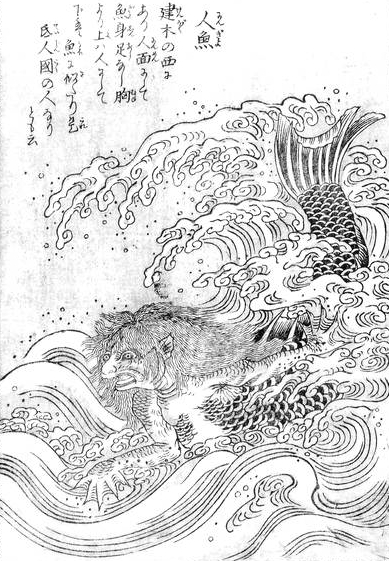
Ningyo (人魚? pesce-uomo o sirena) è una creatura marina che è rappresentata con una figura per metà umana e per metà di pesce.
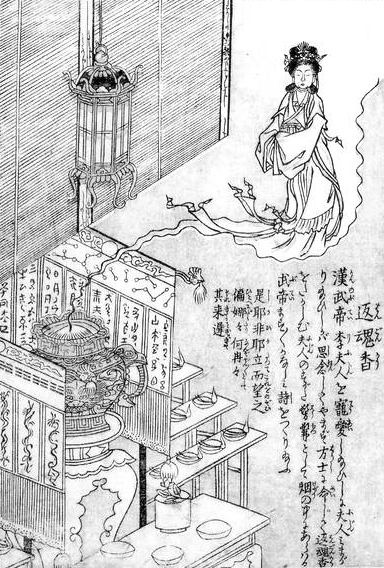
Hangonkō (返魂香, 反魂香?) è un incenso magico in grado di evocare lo spirito dei morti.
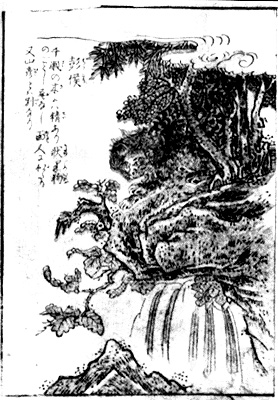
Hōkō (彭侯?) è uno spirito che vive in un albero vecchio mille anni. Sembra un cane nero col volto umano e senza coda.
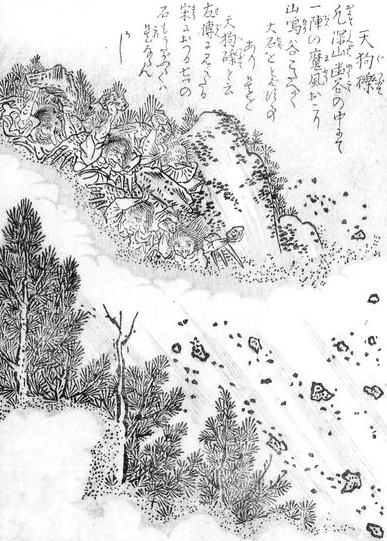
Tengutsubute (天狗礫? letteralmente tengu lancia delle pietre) è un fenomeno in cui delle pietre vengono lanciate dal cielo nelle zone profonde delle montagne. Si pensa che sia opera dei tengu.
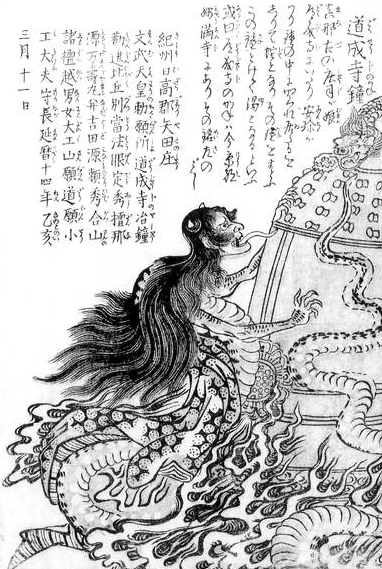
Dōjōjinokane (道成寺鐘, la campana del tempio di Dōjōji?) è la campana che fu fusa da Kiyohime, una donna innamorata di un giovane prete, che per la rabbia di un amore non corrisposto, si trasformò in un terribile demone serpente. Quando il sacerdote scappò e si nascose sotto la campana, il serpente si consumò dalla rabbia per non poter catturare il suo amato.
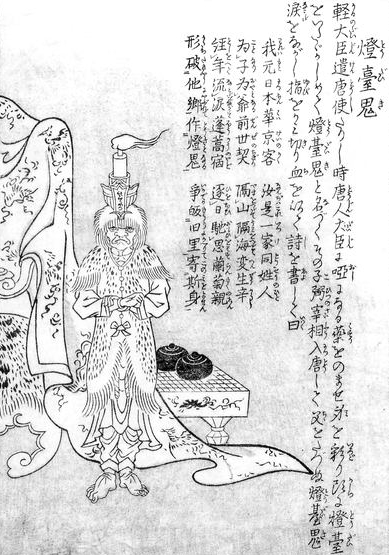
Tōdaiki (灯台鬼? demone della candela) è un uomo diventato muto che deve bere una pozione e che ha una candela impiantata nella testa. « Todaiki » è diventato il suo soprannome.
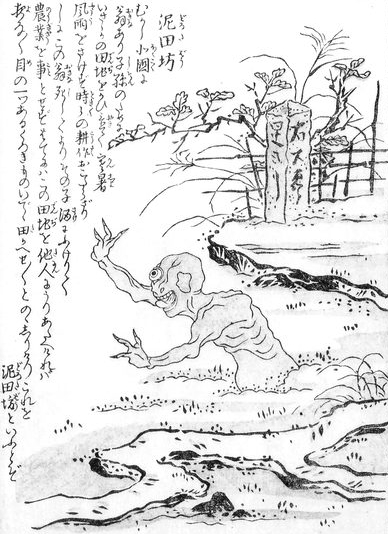
Dorotabō (泥田坊? il contadino del campo di riso) è il fantasma di un uomo che lavorò duramente per trasmettere i benefici dei suoi campi di riso ai suoi discendenti. Ma i suoi figli sprecarono i campi e li vendettero, da allora il vecchio apparve in quei campi sotto forma di creatura nera che implora che i suoi campi siano restituiti.
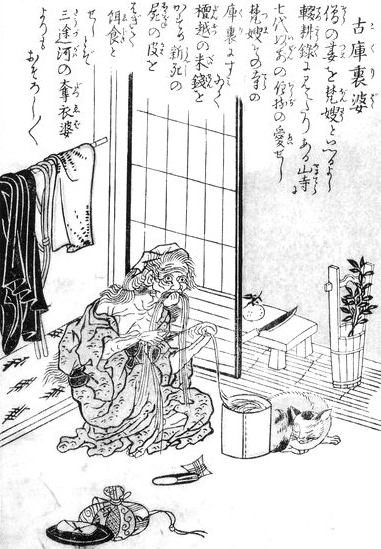
Kokuribaba (古庫裏婆? strega dei quartieri del vecchio prete) è una donna che venne nei templi dalla montagna e che disse di essere la moglie del Sommo Sacerdote, perché abitava nel suo quartiere. Rubò del riso e delle monete e per punizione, divenne una terribile strega che mangia la pelle dei cadaveri.
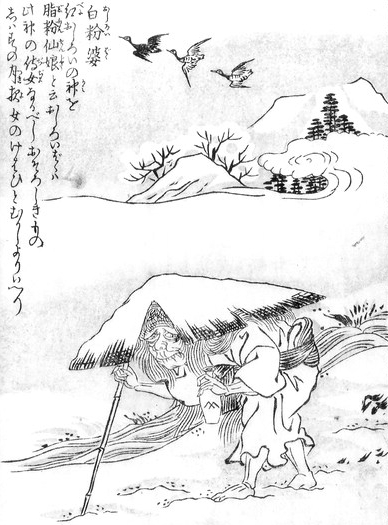
Oshiroibaba (白粉婆? strega della polvere del riso) è una vecchia donna, assistente di Jibun Senjō, lo spirito della polvere del riso. Cammina nella neve durante il dodicesimo mese del calendario lunare indossando uno sproporzionato cappello sugegasa.
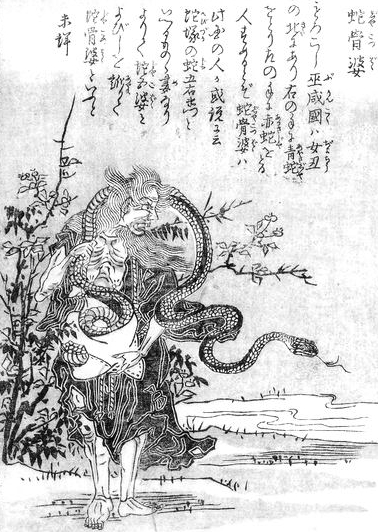
Jakotsubaba (蛇骨婆? strega osso di serpente) è una vecchia signora che porta un serpente rosso nella mano sinistra ed un serpente blu nella destra. Custodisce una certa "collina del serpente", forse perché lei è la moglie di un mostruoso serpente chiamato Jagoemon che vi è sigillato.
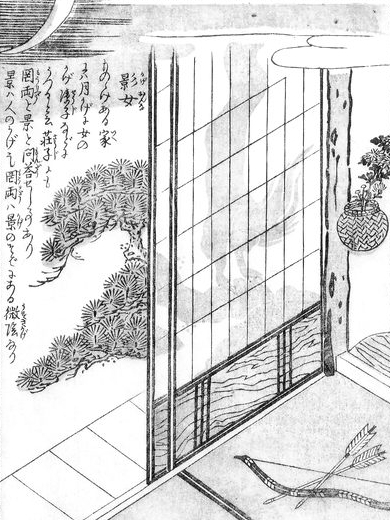
Kageonna (影女? donna ombra) è l'ombra di una donna proiettata dalla luce della Luna sulla porta di carta scorrevole della casa in cui vive mononoke.
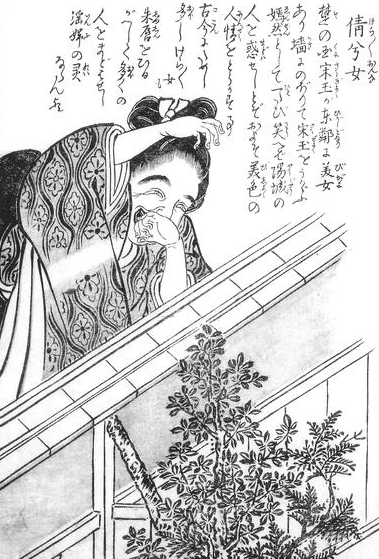
Kerakeraonna (倩兮女?) è un ridacchiante gargantuesco mostro dalle fattezze di donna, che tormenterebbe i viandanti solitari nelle strade deserte.
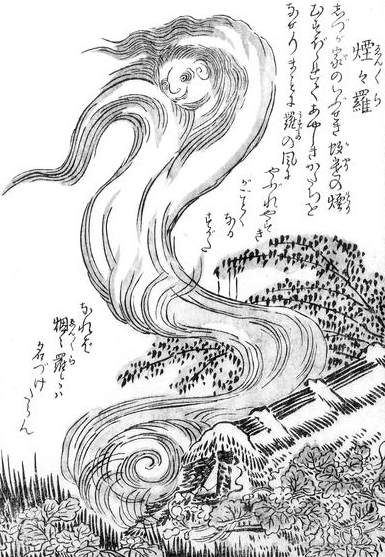
Enenra (烟々羅?) è uno spirito fatto di fumo che si erge da una casa.

### Secondo volume –Nebbia

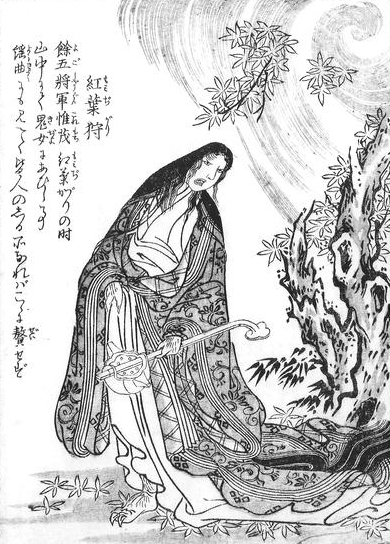
Momijigari (紅葉狩?) è la donna-demone del monteTogakushi[17].
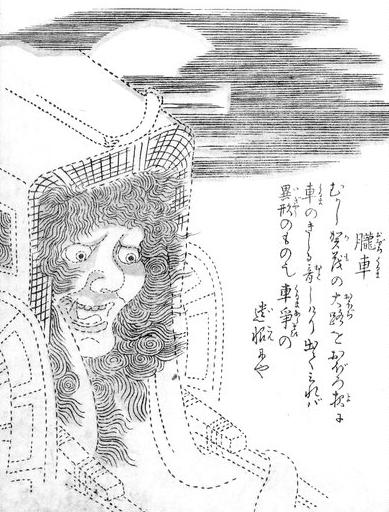
Oboroguruma (朧車?) è un carro da buoi con un enorme  viso sulla parte anteriore che appare nelle notti di Luna piena a Kyōto[18].
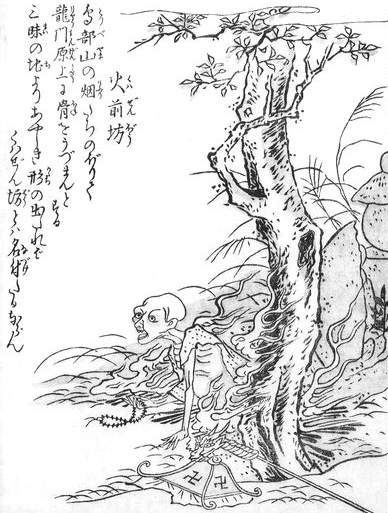
Kazenbō (火前坊?) è il fantasma di un monaco arso vivo che appare sul monte Toribe nei pressi di Kyōto[19].
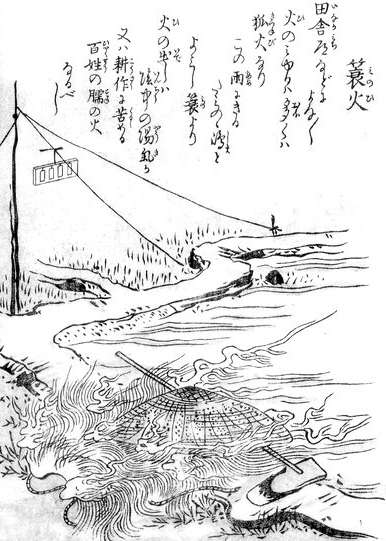
Minobi(蓑火）
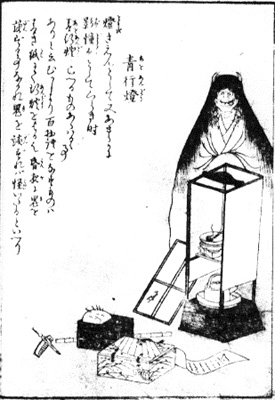
Aoandon (青行燈)
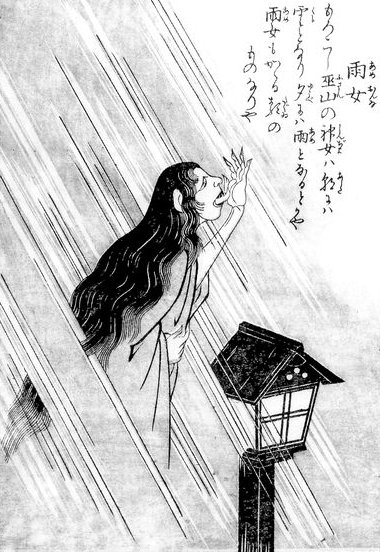
Ameonna (雨女?, donna della pioggia) è lo spirito che porta la pioggia.
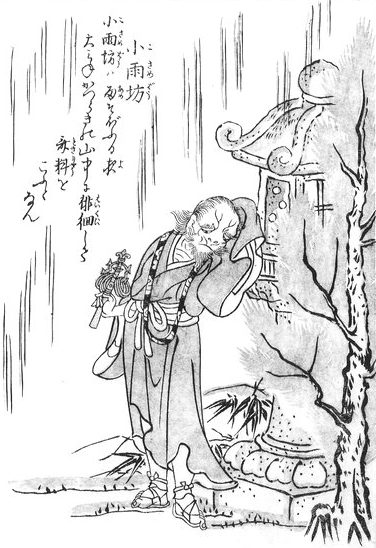
Kosamebō(小雨坊)
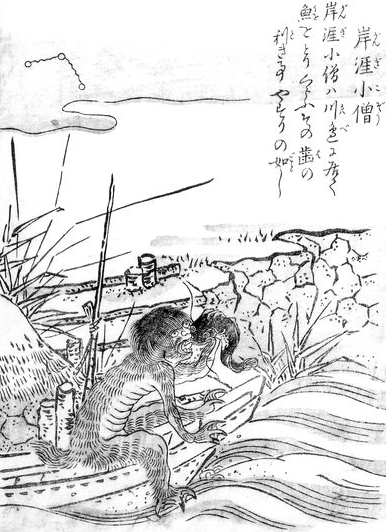
Gangikozō (岸涯小僧)
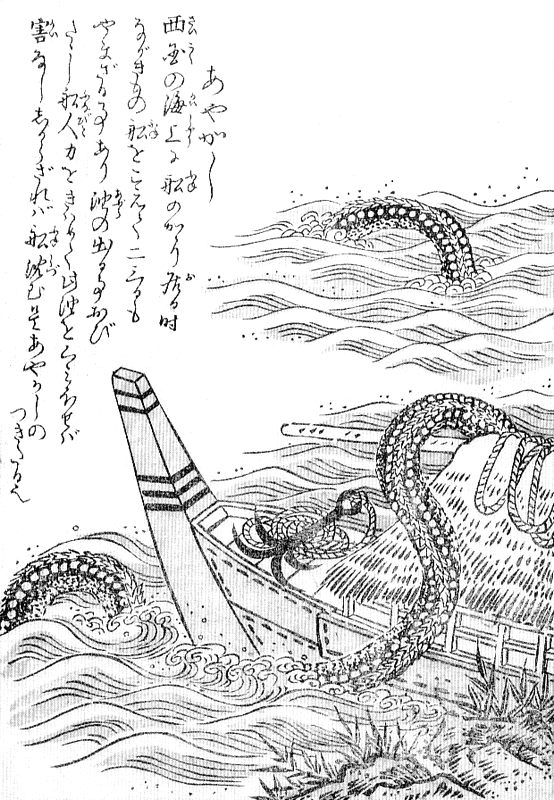
Ayakashi(あやかし)
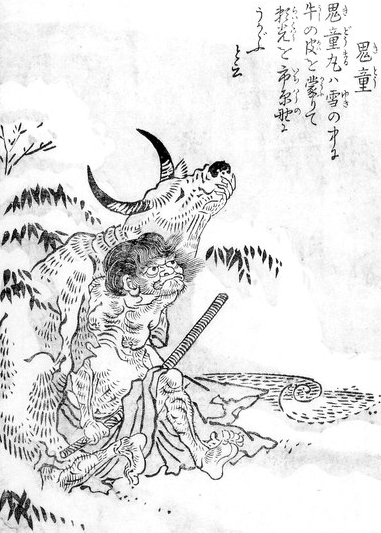
Kidō (鬼童)
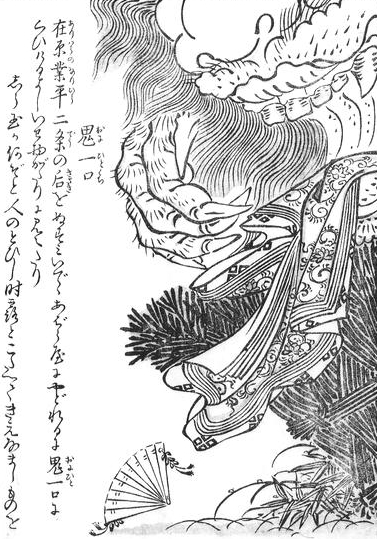
Onihitokuchi (鬼一口)
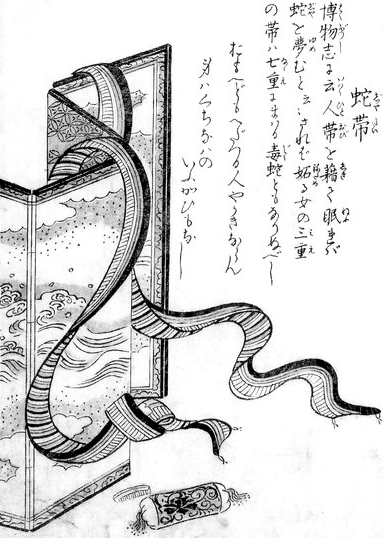
Jatai (蛇帯)
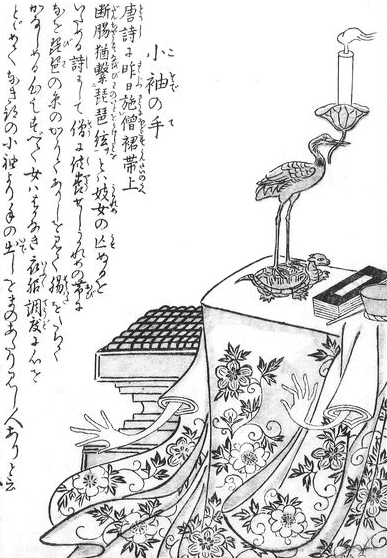
Kosodenote (小袖の手)
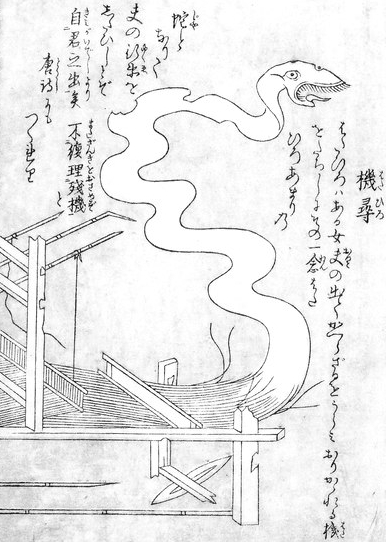
Hatahiro (機尋)
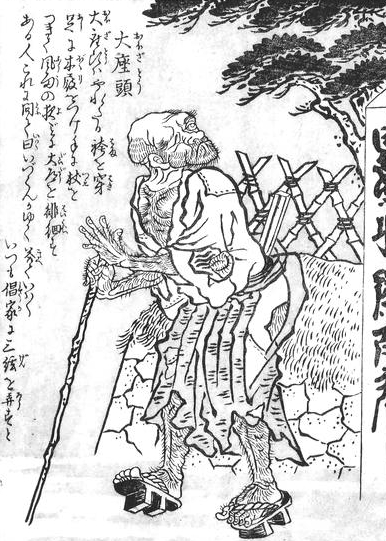
Ōzatō (大座頭)
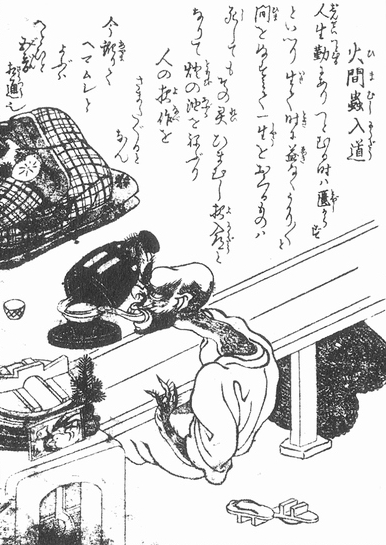
Himamushinyūdō (火間蟲入道)
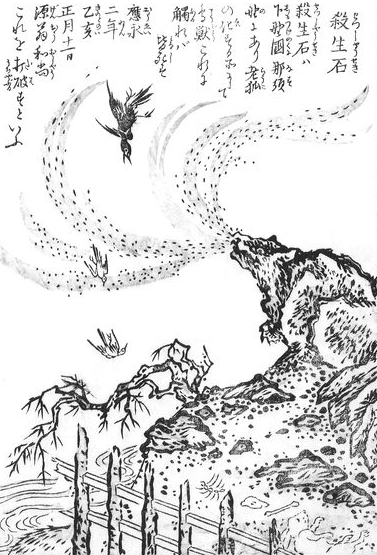
Sesshō-seki (殺生石)
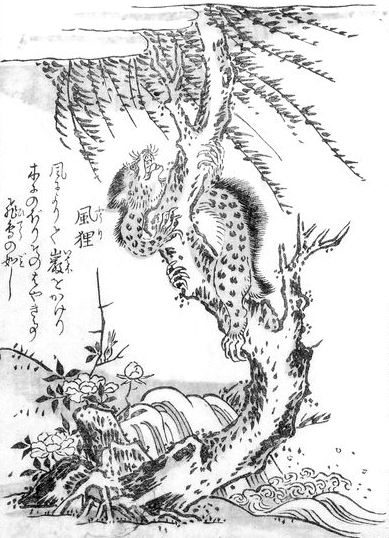
Fūri (風狸)
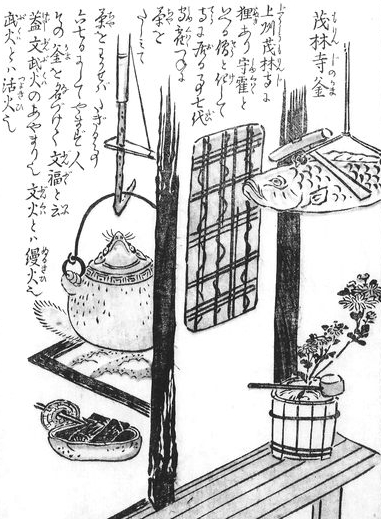
Morinjinokama (茂林寺釜）

### Terzo volume –Pioggia

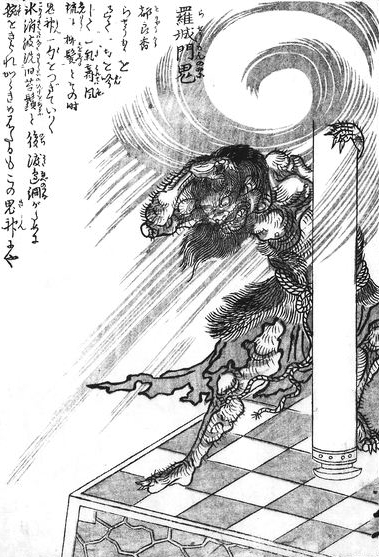
Rashōmon-no-oni (Oni di Rashōmon, 羅城門鬼)
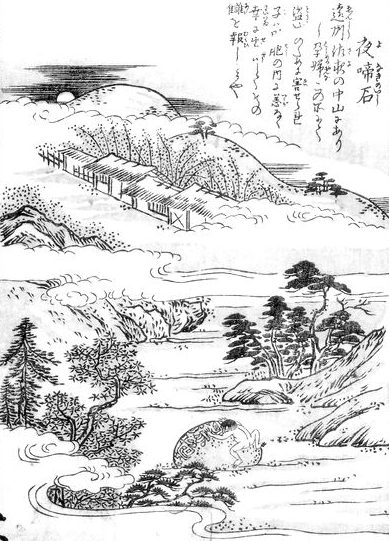
Yonakinoishi (夜啼石)
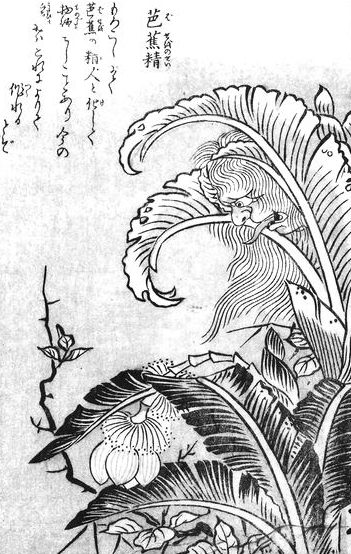
Bashōnosei (芭蕉精）
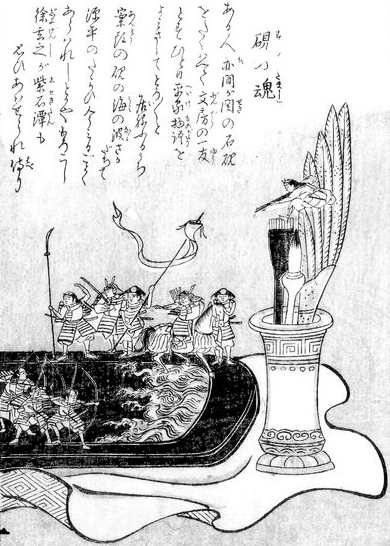
Suzuri-no-tamashii (硯の魂）
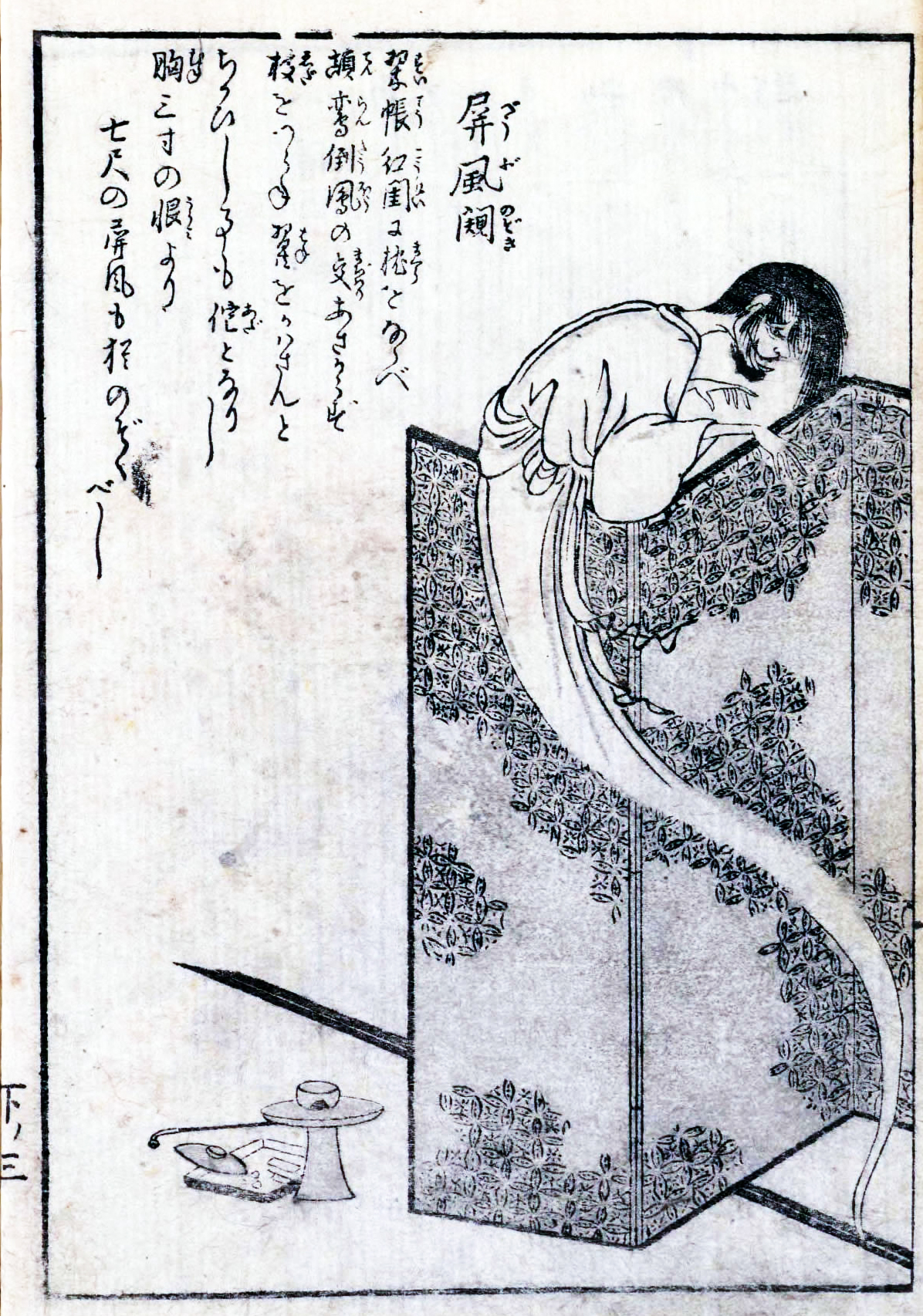
Byōbunozoki (屏風覗）
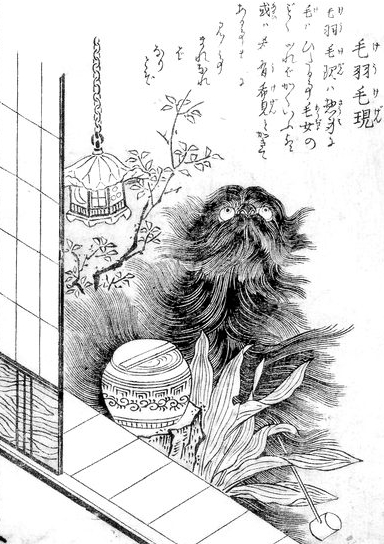
Keukegen
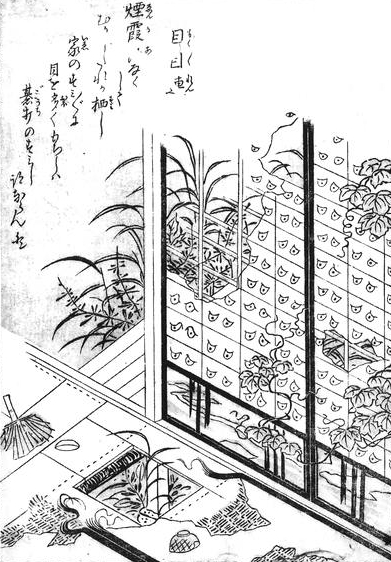
Mokumokuren
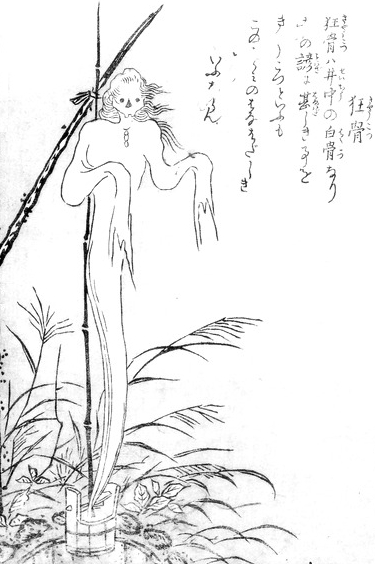
Kyōkotsu (狂骨）
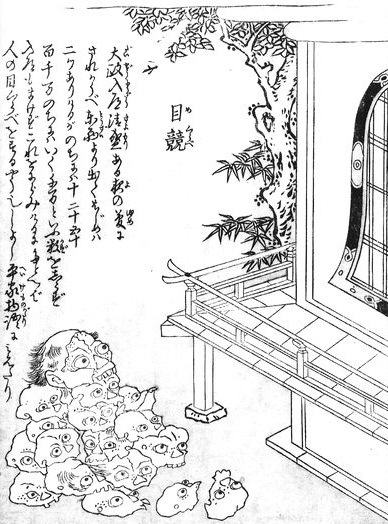
Mekurabe (目競）
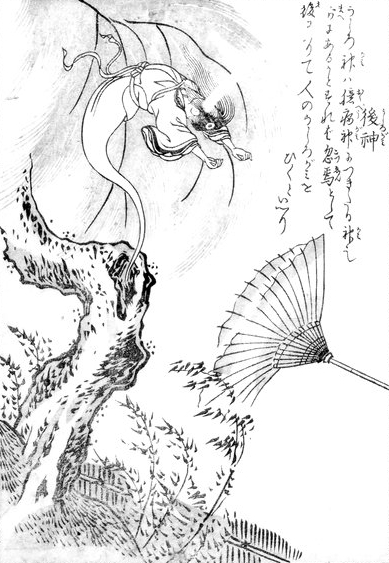
Ushirogami (後神）
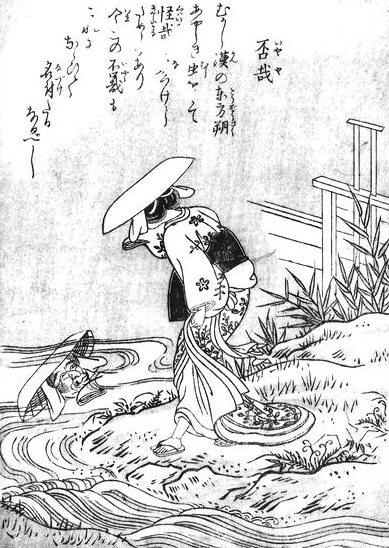
Iyaya (否哉）
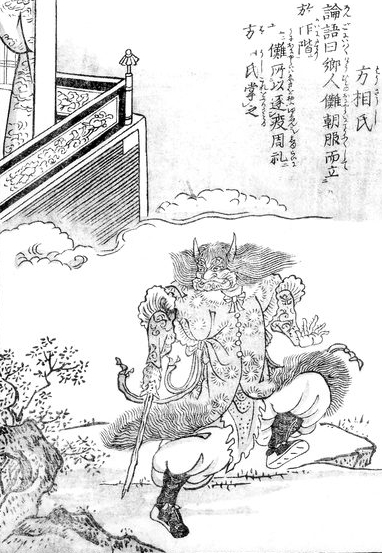
Hōsōshi (方相氏）
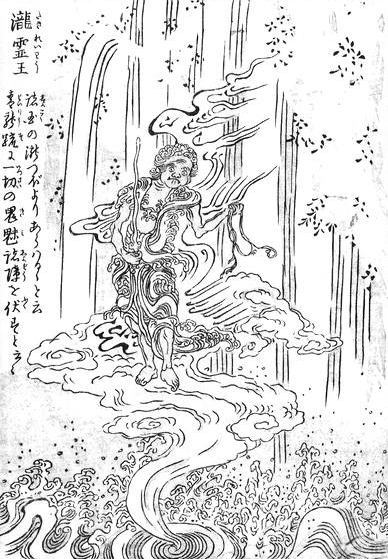
Takirei-ō (滝霊王）
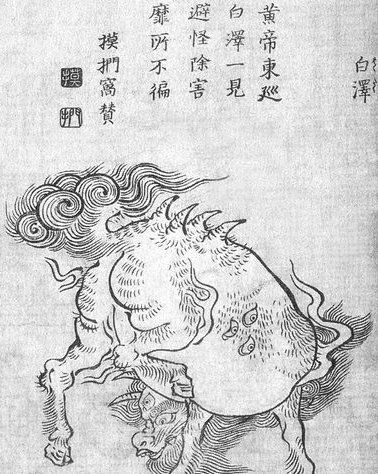
Hakutaku
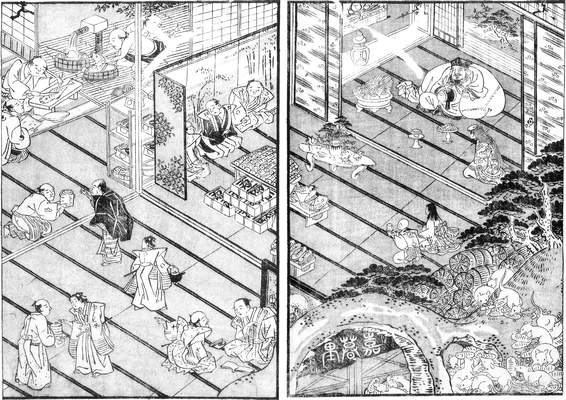
Kakurezato (隠里）